# Johannes Alexander Eigeman

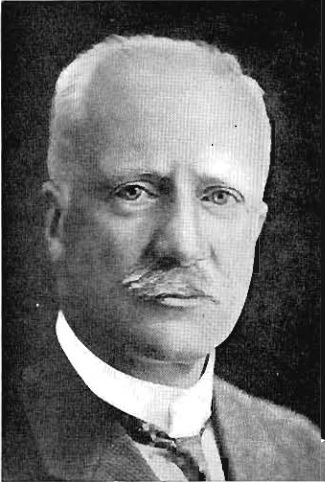
Johannes Alexander Eigeman

Johannes Alexander Eigeman (Leiden 7 juni 1876 - Den Haag 14 november 1958) was een Nederlands hoogleraar en rechts-nationalistisch georiënteerd politicus en publicist.

## Biografie
Hij was de zoon van Willem Eigeman en Wilhelmina van Rhijn. Na het behalen van een diploma aan de vijfjarige HBS deed hij staatsexamen en werd vervolgens toegelaten aan de Rijksuniversiteit Leiden. Hier studeerde hij tussen 1896 en 1902 rechtswetenschappen. In 1900 promoveerde hij tot doctor in de rechtswetenschappen en in 1902 tot doctor in het staatsrecht. Na zijn studie was hij werkzaam in het verzekeringswezen en op het departement van Oorlog. In 1904 werd hij leraar staatsrecht aan de HBS te Delft en Rotterdam. Eigeman, een kapitein bij de reserves, werd in 1907 benoemd tot leraar aan de Hogere Krijgsschool. Vanaf 1919 was hij hoogleraar staatsrecht aan de Economische Hogeschool te Rotterdam.
Eigeman was in 1924 een van de oprichters van de Nationale Unie, een club van uiterst conservatieve notabelen die streefden naar een staatshervorming op corporatieve grondslag. Van 1924 tot 1933 maakt Eigeman deel uit van het bestuur van de Nationale Unie. Daarnaast was hij betrokken bij een groep christenen binnen de Vrijheidsbond die het tijdschrift De Wachter uitgaven. De groep rondom De Wachter zag het tot taak de Vrijheidsbond in de richting van een christelijk-liberale partij te stuwen. De neutrale staat werd daarbij afgewezen. Hetzelfde gold overigens voor de antithese. In 1933 sloot Eigeman zich aan bij het fascistoïde Verbond voor Nationaal Herstel (VNH) dat openlijk gekant was tegen het democratisch bestel. Bij de Tweede Kamerverkiezingen van 1933 stond hij op de kandidatenlijst van het VNH, maar werd niet in de Tweede Kamer gekozen. Tijdens de crisisjaren was hij een bewonderaar van premier Colijn. In Colijn zag Eigeman de (autoritaire) leider die Nederland door de crisisjaren moest loodsen.
Na de Tweede Wereldoorlog publiceerde hij een studie over de situatie in het toenmalige Nederlands-Indië De bouw van het nieuwe koninkrijk: een staatsrechtelijke en staatkundige studie over de verhouding Nederland - Indië getiteld. Voor hem bleef de band tussen moederland en kolonie vanzelfsprekend. In de jaren vijftig zette hij zich in voor nauwe samenwerking tussen de VVD, de ARP en de CHU.
Eigeman was een aanhanger van een sterk gezag, maar scherp gekant tegen het overheidsingrijpen in de economie. Hij was een uitgesproken tegenstander van het marxistisch socialisme, hoewel hij wel pogingen deed om liberalen en (gematigde) sociaaldemocraten met elkaar te verzoenen.: "Naar socialistischen kant (...) kan de overbrugging (d.i. de overbrugging van links en rechts gedachtegoed) worden in de persoonlijkheidsgedachte, die de tegenstrijdige belangen van arbeider en kapitalist een hoogere eenheid, de idee der individualiteit." Waar Eigeman vooral op schijnt te doelen is dat het "vrijheidslievende" socialisme - zoals Eigeman het niet-marxistische socialisme omschrijft - haar verwezenlijking zal vinden in de liberale staatsidee (d.i. de liberale staatsidee zoals Eigeman die ziet).

## Thorbecke, Groen van Prinsterer en Colijn
In 1935 verscheen van zijn hand Colijn, de verbinding tusschen Thorbecke en Groen waarin hij Colijn als de persoon zag die het onzalige antithesebeginsel had overwonnen. In dezelfde publicatie wees Eigeman de gedachte, dat het liberalisme de vrucht zou zijn van de Franse Revolutie, van de hand en bepleitte dat het liberalisme haar oorsprong had in de Reformatie. Alleen Johan Rudolph Thorbecke, de negentiende-eeuwse staatsman en grondlegger van de grondwet van 1848 had dit goed begrepen. De generatie liberalen ná Thorbecke waren volgens Eigeman geen echte liberalen omdat zij zich lieten leiden door het rationalisme en modernisme en de neutrale staat als uitgangspunt namen. Wat Thorbecke en Guillaume Groen van Prinsterer met elkaar gemeen hadden was de afwijzing van de volkssoevereiniteit. Eigenlijk verbond hen meer dan hen verdeelde, zo beoogde Eigeman..
Hoewel Eigeman het best geclassificeerd kan worden als een rechts denker, verwierp hijzelf het links-rechts schema. (Zijn lidmaatschap van de Vrijheidsbond en liberalisme maakt hem volgens vooroorlogse begrippen overigens zelfs "links".)

## Publicaties
- Het socialisme bij Troelstra, een in zichzelf verdeelde beweging: beschouwingen over het beginsel eener nieuwe politieke partij-organisatie, Rotterdam 1924
- De politiek-godsdienstige antithese, haar opkomst, groei en ondergang, Rotterdam 1925
- De liberale gedachte een haar tekort aan inhoud bij den Vrijheidsbond, Rotterdam 1925
- Politieke oprechtheid in een nationale partij-groepeering, Rotterdam 1931
- Nederlanders van rechts en linksch vereenigt u!: een nationale gedachte, Rotterdam 1932
- Colijn: de verbinding tusschen Thorbecke en Groen: de historisch nationale gedachte, Rotterdam 1935
- De rechtstaatgedachte van Thorbecke-Groen-Colijn: het bindende nationale beginsel Rotterdam 1937